# Bahr Aouk
Bahr Aouk (også kaldet Aoukalé i dens øvre løb) er en flod i Centralafrika. Den er en af de største bifloder til den øvre del af Charifloden, som er den vigtigste biflod til Tchadsøen. Ordet Bahr betyder hav eller vandmasser på arabisk.

## Geografi
Bahr Aouk har sit udspring i grænsetrekanten mellem Sudan, Den Centralafrikanske Republik og Tchad. Dens afvandingsområde strækker sig fra Darfur, kilden til Tiwal, til Bongomassivet, kilden til Yata. På størstedelen af sin strækning, danner den grænsen mellem Den Centralafrikanske Republik og Tchad. I dens øvre løb kaldes den Aoukalé og er forbundet med Mare de Tizi via et marsklandskab. Først efter sammenløbet med Bahr Kameur kaldes den Aouk på alle kort. Fra sin kilde løber den i sydvestlig retning mod byen Sarh (Tchad). Cirka 7 km efter at den har forladt Den Centralafrikanske Republik, løber den 15 km ovenfor byen Moussafoyo (Tchad) i Shari.
På grund af sin blide hældning i sine nedre løb danner Aouk et stærkt bugtende flodslettelandskab med talrige små søer. Området er udsat for omfattende,  sæsonbestemte oversvømmelser, hvilket giver en vigtig indtægtskilde for den lokale fiskeindustri, hvor der fanges op til 3.000 tons  fisk om året (pr. 1992). Disse vådområder er en del af Ramsar-området Plaines d'inondation des Bahr Aouk et Salamat i Tchad som er af særlig betydning for trækfugle på den nordlige halvkugle.
Dens vigtigste biflod er Bahr Kamuer.

## Hydrometri
Flodens vandmængde blev registreret i 22 år (1952-1974) i Golongosso, en lille bosættelse lige over udmundingen i Chari-floden. Den gennemsnitlige årlige udledning var 74 m³/s, fra et afvandingsområde på 96.000 km².